# Gubin (Landgemeinde)
Die gmina wiejska Gubin ist eine selbständige Landgemeinde in Polen im Powiat Krośnieński in der Woiwodschaft Lebus. Ihr Sitz befindet sich in der Stadt Gubin (deutsch Guben).

## Geographie
Die Landgemeinde umfasst die Stadt Gubin im Norden, Osten und Süden, das heißt auf polnischer Seite vollständig. Im Westen grenzt die Landgemeinde sonst an Deutschland: Die Städte Forst (Lausitz) und Guben, sowie die Gemeinden Neißemünde und Schenkendöbern. 
Nachbargemeinden der Gmina sind: Bobrowice (Bobersberg), Brody (Pförten), Cybinka (Ziebingen), Krosno Odrzańskie (Crossen/Oder), Lubsko (Sommerfeld) und Maszewo (Messow) und die Stadt Gubin.
Das Gemeindegebiet macht 27,32 % der Fläche des Landkreises (Powiat) aus, 32 % des Gebiets sind landwirtschaftliche Nutzfläche und 57 % Wald.

### Gewässer
Das Gebiet der Landgemeinde Gubin wird von zahlreichen kleineren Flüssen durchzogen, deren größter, die Lubsza (Lubst) von Südosten kommend im Zentrum der Stadt Gubin in die Lausitzer Neiße mündet. Im Südwesten der Gemeinde fließt die Wodra (Werder), im Norden die Stekinik (Stichlingsgraben) mit Einmündung in den Jezioro Borek (Mönchssee), sowie die Łomianka (Strieming), die in die Oder fließt.

## Geschichte

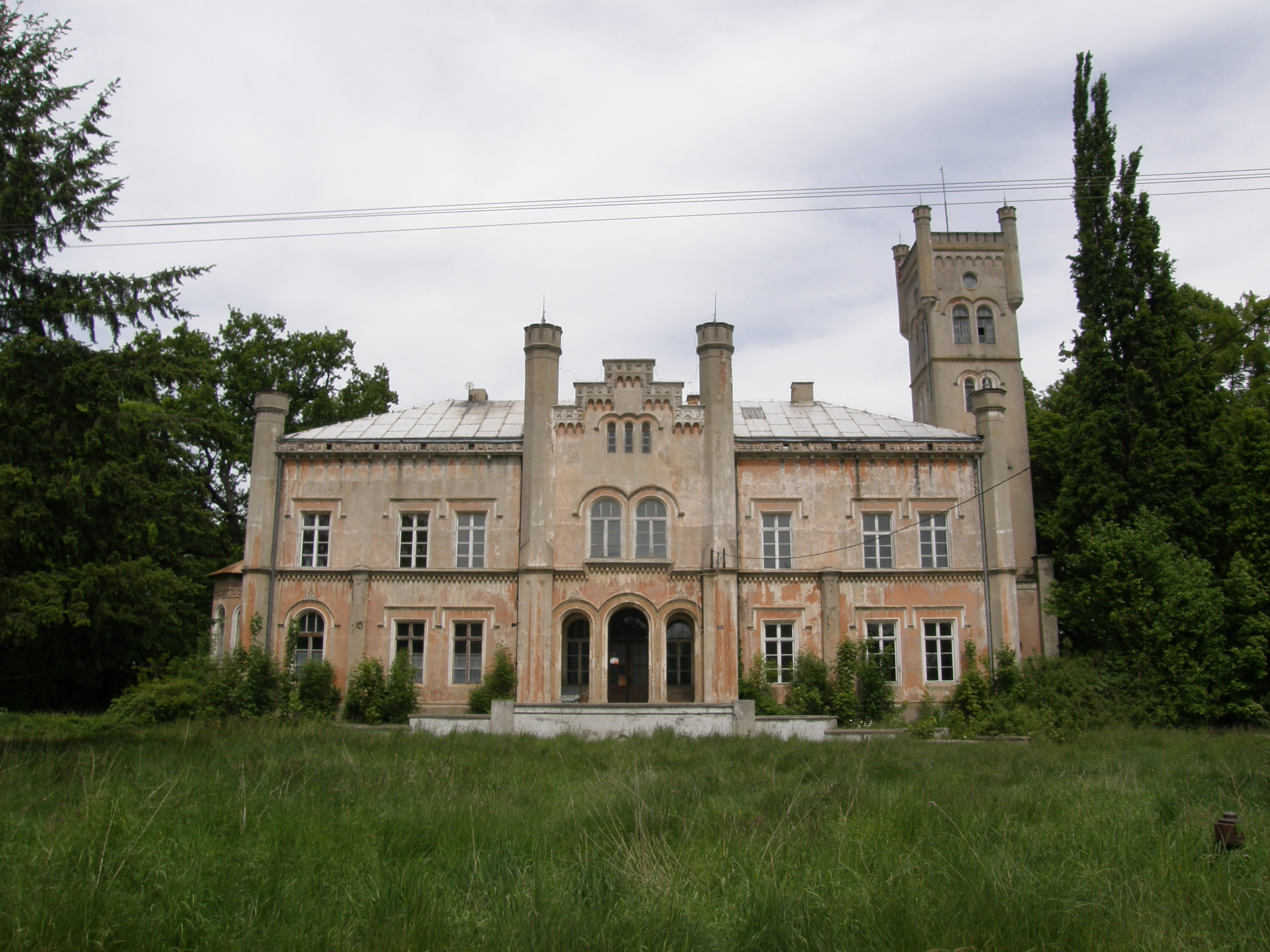
Schloss Liebesitz heute

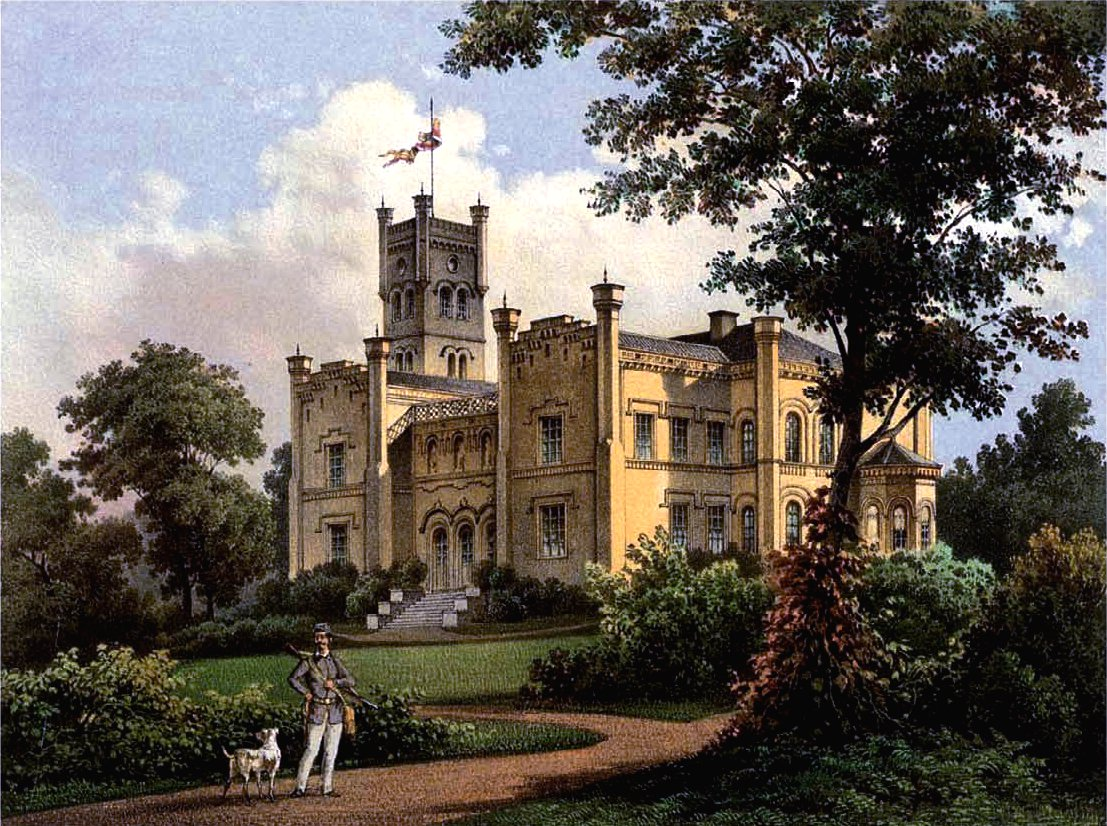
Schloss Liebesitz um 1860, Sammlung Alexander Duncker

Die Landgemeinde Gubin entstand am 15. Januar 1976 durch die Fusion der bis dahin eigenständigen Landgemeinden Grabice, Stargard Gubiński und Wałowice. Bis 1998 gehörte die Gemeinde zur Woiwodschaft Zielona Góra (Grünberg/Schlesien).

## Gemeindegliederung
Die Landgemeinde, zu der die Stadt Gubin selbst nicht gehört, hat eine Fläche von 379,73 km², auf der (Stand: 31. Dezember 2020) 7116 Menschen leben.
Zur Gmina gehören folgende Ortschaften mit einem Schulzenamt und zugehörige Ortschaften:
- Bieżyce (Groß Bösitz)
- Brozów (Birkenberge)
- Budoradz (Buderose)
- Chęciny (Sachsdorf)
- Chlebowo (Niemaschkleba; 1937–1945 Lindenhain)
- Chociejów (Göttern)
- Czarnowice (Schernewitz/Tzschernowitz)
- Dobrzyń (Döbern)
- Drzeńsk Mały (Klein Drenzig)
- Drzeńsk Wielki (Groß Drenzig)
- Dzikowo (Heidekrug)
- Gębice (Amtitz)
- Grabice-Luboszyce (Reichersdorf und Liebesitz) mit Grabczyna (Reichersdorfer Schänke)
- Grochów (Grocho)
- Gubinek (Gubinchen)
- Jaromirowice (Germersdorf)
- Jazów (Haaso)
- Kaniów (Kanig)
- Komorów (Mückenberg)
- Koperno (Küppern)
- Kosarzyn (Kuschern) mit Rybołowy (abgeschaffte Waldsiedlung)
- Kozów (Kaaso)
- Kujawa (Kujawa)
- Łazy (Laaso)
- Łomy (Lahmo)
- Markosice (Markersdorf)
- Mielno (Mehlen)
- Nowa Wioska (Neudörfel)
- Pleśno (Plesse)
- Polanowice (Niemitzsch) mit Polanowice (gajówka)
- Pole (Pohlo)
- Późna (Pohsen)
- Przyborowice-Dobre (Schiegern und Dobern)
- Sadzarzewice (Sadersdorf)
- Sękowice (Schenkendorf)
- Sieńsk (Antoinettenruh)
- Stargard Gubiński (Stargardt)
- Starosiedle (Starzeddel)
- Strzegów (Strega)
- Wałowice (Wallwitz, Kr. Guben)
- Węgliny (Oegeln)
- Wielotów (Weltho)
- Witaszkowo (Vettersfelde)
- Zawada (Saude)
- Żenichów (Schöneiche)
- Żytowań (Seitwann)

## Sehenswürdigkeiten
- Im Dorf Luboszyce (Liebesitz) befindet sich ein neugotisches Schloss aus den Jahren 1846–1850 mit dem sehenswerten Landschaftspark und in der Nähe ein wichtiger archäologischer Sitz der Liebesitzer Kultur aus dem zweiten bis vierten Jahrhundert (Überreste einer Siedlung und eines Friedhofs).
- Dagegen sind von Schloss Buderose in Budoradz nur noch Reste vorhanden.
- Im Dorf Amtitz befand sich das Schloss Amtitz, auf dem der Politiker Heinrich zu Schoenaich-Carolath wohnte. Die Standesherrschaft Amtitz hatte ihren Sitz in Amtitz.

## Verkehr
Verkehrstechnisch durchziehen die Landgemeinde Gubin die 
- Landesstraße 32 (Deutschland –) Gubinek – Zielona Góra (Grünberg) – Stęszew (– Poznań (Posen))

und die Woiwodschaftsstraßen 
- 138 (Gubin – Torzym (Sternberg) – Sulęcin (Züllichau)),
- 285 (Gubin – Grabice (Reichersdorf) – Starosiedle (Starzeddel)) und
- 286 (Gubin – Stargard Gubiński (Stargardt) – Starosiedle – Biecz (Beitzsch)).

Außerdem befinden sich im Gemeindegebiet drei Bahnstationen:
- Wałowice (Wallwitz, Kr. Guben) an der PKP-Strecke Nr. 358 (Deutschland –) Gubin – Sulechów (Züllichau) – Bomst (Babimost) – Zbąszynek (Neu Bentschen) (hier außer Betrieb);
- Gubinek (Gubinchen) und
- Gębice (Amtitz) an der PKP-Strecke Nr. 275 (Deutschland –) Gubinek – Żagań (Sagan) – Legnica (Liegnitz) – Wrocław (Breslau) (Niederschlesisch-Märkische Eisenbahn)

## Söhne und Töchter der Gemeinde
- Christoph Otto von Schönaich (* 1725 auf Schloss Amtitz; † 1807), deutscher Schriftsteller
- Heinrich zu Schoenaich-Carolath (* 1852 auf Schloss Amtitz; † 1920), deutscher Politiker sowie Freier Standes- und Majoratsherr auf Schloss Amtitz. Er wirkte als Landrat des Kreises Guben, als Mitglied des preußischen Herrenhauses und des Reichstages.